# Un bacio
Un bacio è un film del 2016 diretto da Ivan Cotroneo.
Il soggetto è tratto dall'omonimo romanzo, pubblicato nel 2010 da Bompiani, dello stesso regista, al suo terzo lungometraggio.

## Trama
Lorenzo è un sedicenne orfano di entrambi i genitori, apertamente gay che, dopo aver vissuto in un orfanotrofio a Torino viene adottato da Renato e Stefania, e trasferito a Udine. Quando il mondo gli sembra troppo sbagliato si rifugia in fantasie ad occhi aperti: ad esempio il suo primo giorno di scuola immagina di avere un'accoglienza trionfale con balletti e applausi, mentre come benvenuto riceve un "frocio!" urlatogli contro. In classe incontra Blu, una ragazza chiusa e riservata con la quale stringe immediatamente amicizia, emarginata dalla classe e considerata "di facili costumi": lei stessa minimizza il fatto di avere avuto un rapporto sessuale di gruppo con quattro ragazzi, l'anno precedente, tra i quali c'era il suo ragazzo Giò, che ora studia a Milano.
Blu è bravissima a scrivere, e tutto il film è un racconto che ella stessa scrive alla futura sé stessa per non dimenticare la sua vita di sedicenne; tuttavia, a causa dell'emarginazione, è spesso in punizione per violenza verso le compagne. In classe c'è anche Antonio, ragazzo atletico e bravissimo a basket, ma introverso, considerato quasi ritardato: la verità è che è rimasto sconvolto dalla morte del fratello maggiore in un incidente stradale. Antonio talvolta parla col fratello, proiezione della sua mente: a lui confida di essere innamorato di Blu, mentre Lorenzo confida proprio a lei di avere una cotta per Antonio.
Vengono mostrati anche i rapporti tra i tre e i rispettivi genitori: Lorenzo è stato bene accolto dai genitori adottivi, i quali non hanno scelto un bambino piccolo come fanno tanti altri; la madre di Blu è un'aspirante scrittrice, e la figlia prende abitualmente di nascosto la sua posta, nascondendo tutte le lettere di rifiuto dalle case editrici; Antonio e suo padre hanno come svago e distacco dalla realtà la caccia alla lepre, ma il ragazzo ha paura che i genitori avrebbero preferito che fosse stato lui a morire invece del fratello.
Uno dei primi giorni di scuola, la professoressa di inglese vuole espellere Lorenzo dall'aula perché si è presentato con le unghie smaltate: a suo dire ciò ha causato scompiglio nella classe e pretende un comportamento più consono. Renato, convocato dalla preside, lo difende dicendo che la responsabilità è della professoressa che non sa mantenere l'ordine e dei compagni a cui non è stata insegnata l'educazione al rispetto. L'uomo sostiene inoltre come il figlio debba essere accettato per quello che è e non semplicemente tollerato. Poco tempo dopo viene aperta una pagina Facebook di odio verso Lorenzo, cosa che lui tratta con derisione. In uno dei post una compagna di classe invita alla festa di compleanno tutti tranne Antonio, così Lorenzo e Blu ne approfittano per invitarlo a una loro "festa privata". L'eccezionalità dei due convince anche Antonio e i tre legano indissolubilmente.
I tre amici decidono di girare un video in cui Lorenzo fa da "giornalista" rivelando verità nascoste sulle tre ragazze più popolari della scuola e su un membro della squadra di basket, di cui Antonio fa parte, essendo le persone che più di tutti li trattano male: il giorno seguente marinano la scuola per far calmare le acque a seguito della pubblicazione del video su YouTube, prendono un treno per Roma e trascorrono la giornata in un negozio vintage della città tanto da fare una sfilata di moda con i vestiti del negozio. Nell'ennesima lettera sottratta alla madre, Blu scopre che la casa editrice non aveva apprezzato il racconto spedito, ma invece apprezzava un suo blog, che la madre teneva nascosto alla famiglia, in cui la donna scriveva tutto ciò che pensava della famiglia stessa, compresa Blu. Le due litigano: Blu toglie il saluto alla madre, anche se dopo qualche giorno lei cancella il blog.
La vendetta delle ragazze ridicolizzate nel video non si fa aspettare: vandalizzano la classe con insulti scritti sulle pareti contro loro stesse, con lo scopo di mettere nei guai gli autori del video stesso: Blu le picchia, mentre Lorenzo e Antonio cercano di dividerle, ma questo non impedisce alla professoressa di farli sospendere per tre giorni. Durante la sospensione decidono di andare al fiume per fare una nuotata. Mentre Blu si è allontanata per cambiarsi, Lorenzo vede Antonio spogliarsi: col tentativo di un approccio fisico, gli si avvicina e lo sfiora, ma Antonio rimane scioccato, lo scansa e scappa. Antonio si allontana sempre più dagli altri due, spaventato dal comportamento di Lorenzo che non teme il giudizio degli altri. Successivamente confessa a Blu di essere innamorato di lei e che biasima il comportamento del fidanzato di Blu, ma non è ricambiato. L'amicizia sembra essere rotta.
Il giorno del compleanno di Antonio, Lorenzo va nella palestra dove Antonio si allena per portargli il suo regalo di compleanno e riallacciare i rapporti, ma Antonio, sotto pressione per il giudizio dei compagni di squadra, non vuole farsi vedere con lui e in un impeto di rabbia lo picchia. Poco dopo essere arrivato a casa, Lorenzo viene chiamato fuori da Antonio, andato a casa sua per scusarsi. Lorenzo lo bacia e con grande sorpresa Antonio ricambia il bacio, ma subito dopo scappa impaurito. Lorenzo è sempre più innamorato e frena la madre che chiede insistentemente dei lividi. Intanto torna in città Giò, il ragazzo di Blu. Dopo aver fatto l'amore, lei gli chiede se fosse stato con altre negli ultimi mesi: lui le risponde di non aver fatto altro che studiare, pensare a lei e vedere il "loro video". Blu non capisce di che si tratta: Giò le mostra un video della notte in cui ella ebbe il rapporto sessuale di gruppo e si rende conto di aver sempre minimizzato di essere stata ubriacata a scopo di stupro.
Nel frattempo, Antonio non riesce a gestire l'evento del bacio tra lui e Lorenzo e il giorno dopo, quando va a caccia col padre, il fratello gli appare in visione e lo perseguita ricordandogli che ha provato piacere dal bacio con Lorenzo. Invece Blu si sfoga con la madre e il giorno dopo si recano dalla polizia per denunciare lo stupro. Nel frattempo Antonio non riesce a gestire le accuse che gli ruotano intorno per la sua amicizia con Lorenzo e va a scuola, entra in aula, estrae la pistola del padre, guardia giurata, e uccide Lorenzo. La notizia giunge immediatamente alla stazione di polizia, proprio mentre Blu e la madre sono a sporgere denuncia.
Al funerale di Lorenzo partecipano tutti gli insegnanti, i compagni e i genitori. Solamente Antonio, in prigione, e Blu, troppo scioccata, non sono presenti. Blu, voce fuori campo, conclude il racconto della storia con una scena alternativa: Lorenzo che tenta l'approccio fisico al fiume e Antonio che dichiara semplicemente e con pacatezza di non essere pronto a stare con lui, Lorenzo lo accetta, sapendo di avere ancora tempo, dopodiché i tre amici fanno il bagno nel fiume felici e spensierati come avevano progettato.

## Colonna sonora
1. Placebo - Loud like Love
2. Brand New Heavies - Sweet Freeek
3. Craig Armstrong - Us memory takes my Hand
4. New Order - Bizarre Love Triangle
5. Blondie - Sunday Girl
6. Craig Armstrong - Finding Beauty
7. Generation X - Dancing with Myself
8. Lady Gaga - Born this Way
9. Lamb - Doves and Ravens
10. STAG - To the wonders
11. Mika - Hurts
12. Emeli Sandé - Read all about it – Part III
13. Mika - Hurts Remix

Del singolo Hurts di Mika è stato girato un videoclip, diretto proprio da Ivan Cotroneo, con la partecipazione dei tre protagonisti del film.

## Promozione
Il teaser trailer del film è stato diffuso su YouTube sul canale di Lucky Red il 12 gennaio 2016.

## Distribuzione
Il film è stato distribuito nelle sale cinematografiche il 31 marzo 2016.

## Riconoscimenti
- 2016 - Globo d'oro
  - Migliore sceneggiatura a Ivan Cotroneo e Monica Rametta
  - Candidatura a Miglior fotografia a Luca Bigazzi
- 2016[2] - Ciak d'oro
  - Ciak d'oro Alice/Giovani
  - Miglior fotografia a Luca Bigazzi
  - Candidatura a Migliore sceneggiatura a Ivan Cotroneo e Monica Rametta
  - Candidatura a Migliore attore non protagonista a Thomas Trabacchi
  - Candidatura a Miglior manifesto a Federico Mauro
- 2016 - Nastri d'argento
  - Premio Guglielmo Biraghi a Rimau Grillo Ritzberger, Valentina Romani, Leonardo Pazzagli e Alessandro Sperduti
- 2016 Festival di Annecy
  - Premio del pubblico